# La Ilustración Artística
La Ilustración Artística est une revue culturelle espagnole hebdomadaire, publiée entre 1882 et 1916. Son premier numéro est paru le 1er janvier 1882. Sa publication a été  assurée par l'éditeur Montaner et Simón.
Parmi les auteurs et journalistes espagnols ayant contribué à la revue, on peut citer Emilia Pardo Bazán, Emilio Castelar, Francisco Giner de los Ríos, Leopoldo Alas, Francisco Pi i Margall, entre autres. 
La revue privilégiait initialement les illustrations graphiques à la photographie, mais l'usage de photographie s'est progressivement diffusé dans le contenu de ce magazine au début du XXe siècle.
Parmi les artistes contributeurs on compte Josep Campeny, Manuel Feliu de Lemus, Hermann Prell (en), Daniel Vierge.